# لي تشاو (لاعب شطرنج)
لي تشاو (بالصينية: 李超) هو لاعب شطرنج صيني، ولد في 21 أبريل 1989 في تاي يوان في الصين.

## وصلات خارجية
- لي تشاو على موقع الاتحاد الدولي للشطرنج (الإنجليزية)
- لي تشاو على موقع مباريات الشطرنج (الإنجليزية)
- لي تشاو على موقع 365Chess.com (الإنجليزية)
- لي تشاو على موقع Chesstempo.com (الإنجليزية)
- لي تشاو على موقع الاتحاد الأمريكي للشطرنج (الإنجليزية)
- لي تشاو سجل أولمبياد الشطرنج على موقع OlimpBase.org (الإنجليزية)
- لي تشاو على موقع اللجنة الأولمبية الصينية (الإنجليزية)